# The Leak
The Leak — мини-альбом американского рэпера Lil Wayne, вышел 25 декабря 2007 года. Эти пять песен были записаны Lil Wayne для его альбома Tha Carter III, которые проникли в интернет до релиза. Они вошли в подарочное издание Tha Carter III. Мини-альбом был продан тиражом более 250 тыс. копий.

## Список композиций
| №  | Название             | Продюсеры      | Длительность |
| -- | -------------------- | -------------- | ------------ |
| 1. | «I'm Me»             | DJ Nasty & LVM | 4:54         |
| 2. | «Gossip»             | Streetrunner   | 3:24         |
| 3. | «Kush»               | Maestro        | 3:41         |
| 4. | «Love Me or Hate Me» | GX             | 3:59         |
| 5. | «Talkin' About It»   | DVLP, Infamous | 3:31         |